# Dimeria connivens
Dimeria connivens är en gräsart som beskrevs av Eduard Hackel. Dimeria connivens ingår i släktet Dimeria och familjen gräs. Inga underarter finns listade i Catalogue of Life.